# Campionat d'Europa de trial femení
El Campionat d'Europa de trial femení (oficialment en anglès: European Women's Trial Championship) és la màxima competició europea de trial a l'aire lliure en categoria femenina. Instaurat el 1999, té caràcter anual i està organitzat per la FIM Europe (l'antiga UEM).
La dominadora de la competició és la pilot catalana Laia Sanz amb deu títols.

## Historial
A 26 de novembre de 2024
| Edició | Any  | Campiona              | Motocicleta           | Refs.                 |
| ------ | ---- | --------------------- | --------------------- | --------------------- |
| I      | 1999 | Iris Krämer           | Gas Gas               |                       |
| II     | 2000 | Iris Krämer           | Gas Gas               |                       |
| III    | 2001 | Iris Krämer           | Gas Gas               |                       |
| IV     | 2002 | Laia Sanz             | Beta                  | [ 1 ]                 |
| V      | 2003 | Laia Sanz             | Beta                  | [ 1 ]                 |
| VI     | 2004 | Laia Sanz             | Montesa               | [ 1 ]                 |
| VII    | 2005 | Laia Sanz             | Montesa               | [ 1 ]                 |
| VIII   | 2006 | Laia Sanz             | Montesa               | [ 1 ]                 |
| IX     | 2007 | Laia Sanz             | Montesa               | [ 1 ]                 |
| X      | 2008 | Laia Sanz             | Montesa               | [ 1 ]                 |
| XI     | 2009 | Laia Sanz             | Montesa               | [ 1 ]                 |
| XII    | 2010 | Laia Sanz             | Montesa               | [ 1 ]                 |
| XIII   | 2011 | Laia Sanz             | Montesa               | [ 2 ]                 |
| XIV    | 2012 | Rebekah Cook          | Beta                  |                       |
| XV     | 2013 | Emma Bristow          | Sherco                |                       |
| XVI    | 2014 | Ina Wilde             | Gas Gas               |                       |
| XVII   | 2015 | Theresa Bäuml         | Ossa                  |                       |
| XVIII  | 2016 | Theresa Bäuml         | Beta                  |                       |
| XIX    | 2017 | Emma Bristow          | Sherco                |                       |
| XX     | 2018 | Berta Abellán         | Vertigo               | [ 3 ]                 |
| XXI    | 2019 | Ingveig Hakonsen      | TRRS                  |                       |
|        | 2020 | Cancel·lat (COVID-19) | Cancel·lat (COVID-19) | Cancel·lat (COVID-19) |
| XXII   | 2021 | Alice Minta           | Scorpa                |                       |
| XXIII  | 2022 | Naomi Monnier         | Gas Gas               |                       |
| XXIV   | 2023 | Alice Minta           | Scorpa                |                       |
| XXV    | 2024 | Denisa Pecháčková     | TRRS                  |                       |

## Palmarès
| Pilot             | Campionats | Anys campiona                                              |
| ----------------- | ---------- | ---------------------------------------------------------- |
| Laia Sanz         | 10         | 2002, 2003, 2004, 2005, 2006, 2007, 2008, 2009, 2010, 2011 |
| Iris Krämer       | 3          | 1999, 2000, 2001                                           |
| Theresa Bäuml     | 2          | 2015, 2016                                                 |
| Emma Bristow      | 2          | 2013, 2017                                                 |
| Alice Minta       | 2          | 2021, 2023                                                 |
| Rebekah Cook      | 1          | 2012                                                       |
| Ina Wilde         | 1          | 2014                                                       |
| Berta Abellán     | 1          | 2018                                                       |
| Ingveig Hakonsen  | 1          | 2019                                                       |
| Naomi Monnier     | 1          | 2022                                                       |
| Denisa Pechackova | 1          | 2024                                                       |
| Total             | 25         |                                                            |